# Abraxas nigrocincta
Abraxas nigrocincta là một loài bướm đêm trong họ Geometridae.